# Zonnegeel FCF
Zonnegeel FCF is een synthetische gele azokleurstof, waarvan het Colour Index-nummer 15985 is.
Als additief in voedingsmiddelen is het in de EU toegestaan onder E-nummer E110 en heeft een aanvaardbare dagelijkse inname van 2,5 mg/kg; echter per 1 juni 2013 werd deze ADI teruggebracht tot 1 mg/kg.. Zonnegeel FCF is een natriumzout, maar het is ook toegelaten onder de vorm van kalium- of calciumzout.
Het wordt afgeraden voor mensen met astma.
Zonnegeel FCF behoort tot de additieven waarvan de Britse voedingsautoriteit in september 2007 aangaf dat het verminderen van het gebruik bij hyperactieve kinderen mogelijk enig positief effect kan hebben.